# SSX
Denna artikel behandlar spelet SSX för Playstation 2 från år 2000, för SSX som släpptes under 2012 se SSX (2012)
SSX (Snowboard Supercross) är det första snowboardspelet i SSX-serien publicerat av EA Sports BIG. Det tillverkades av EA Canada och släpptes i samband med releasen av Playstation 2 i oktober 2000.

## Figurer och deras nationaliteter
Spelaren kan välja mellan 8 olika figurer, varav 4 redan är spelbara från första början. I ordning efter upplåsning:
- Mac Fraser (amerikansk)
- Moby Jones (brittisk)
- Elise Riggs (kanadensisk)
- Kaori Nishidake (japansk)
- Jurgen (tysk)
- JP Arsenault (fransman)
- Zoe Payne (amerikansk)
- Hiro (japansk)